# 19. вечити дерби у фудбалу
19. вечити дерби у фудбалу је фудбалска утакмица одиграна у Београду 14. октобра 1956. године, између Црвене звезде и Партизана. Утакмица се завршила резултатом 2 : 0 (1 : 0) за Црвену Звезду.